# Hof ter Borght

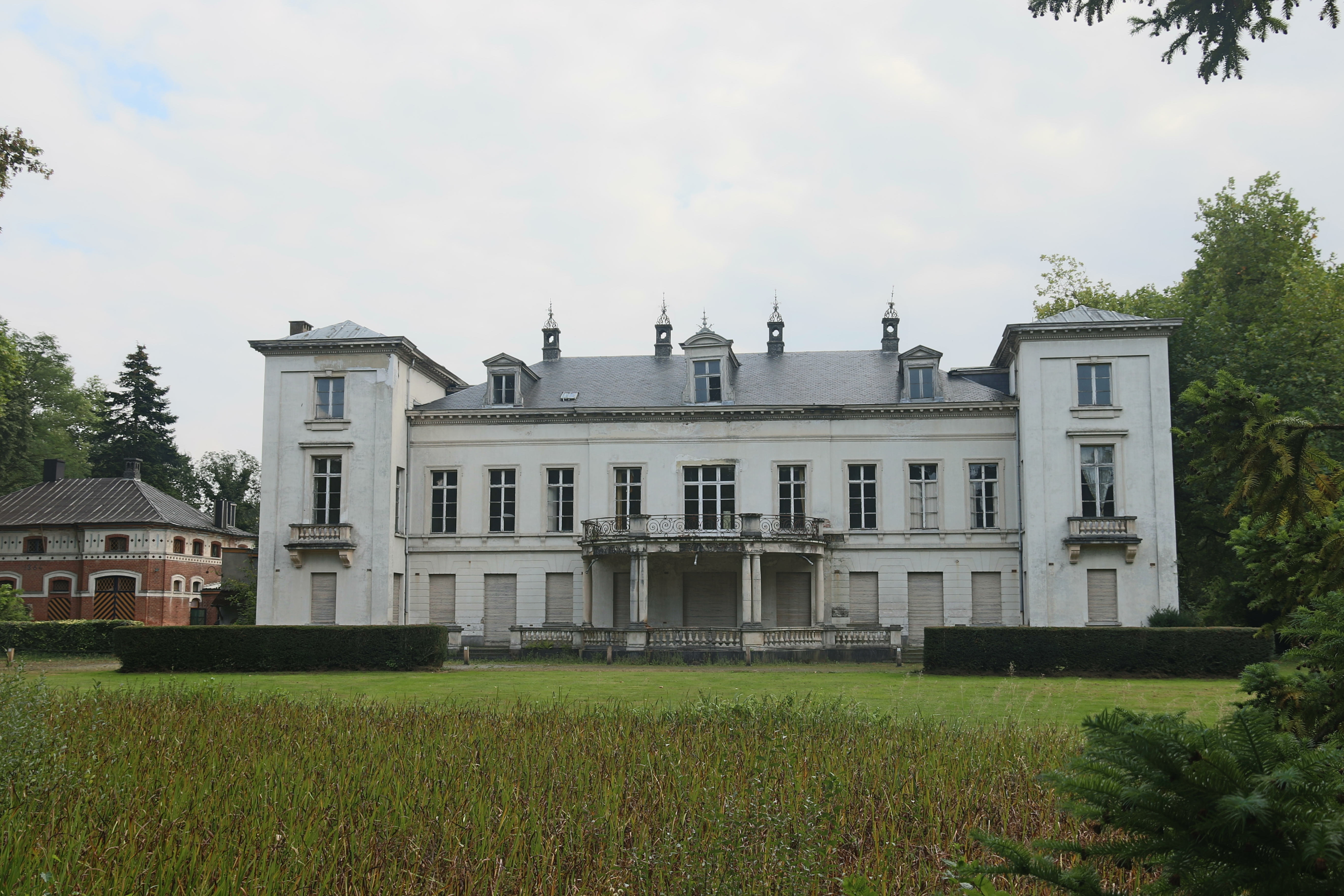
Westmeerbeek, Hof Ter Borght, achterzijde

Hof ter Borght is een kasteel aan de rand van het Antwerpse dorp Westmeerbeek. Het kasteel en het kasteelpark zijn beschermd als monument, net als de bijhorende aalmoezenierswoning. In 1831 is Hof ter Borght een commandopost geweest van Leopold I, de eerste koning van België.
Het classicistische kasteel werd gebouwd in 1780. In 1859 werd het geheel samen met onder meer de pachthoeve verkocht aan baron A.C.N. de T'Serclaes.
Hof ter Borght is privé-eigendom en het park is open voor publiek.